# 阿保瑪麗亞
阿保玛利亚（2001年3月21日—）是一位出生于宮城縣的日本女性聲優。隶属于81 Produce。

## 经历
在2017年获得第11届81甄选小学馆奖。从2020年4月1日起加入81 Produce。

## 人物
爱好和特长是摄影、散步、美食、化妆、被讨小孩喜欢 。

## 演出作品
※粗體字為主要角色。

### 电视动画
2019年
- 決鬥大師（丘里斯女）

2021年
- 女朋友 and 女朋友（学生们）
- Platinum End（野口）
- 百萬噸級武藏（马可琳）

2022年
- 明日同學的水手服（高年級生）
- 平凡職業造就世界最強（教会教徒）
- 86—不存在的戰區—（女性）
- RPG不動產（幼年哥哥）

2024年
- 戰國妖狐（岩玉）
- 模擬後宮體驗（小惠[2]）

2025年
- 魔法使的約定（市民）
- mono女孩（牧之原前辈、大将）

### 游戏
2020年
- 城姬Quest（相馬中村城、佐土原城）
- CLOSERS（安娜）

2021年
- 迪士尼 扭曲仙境（儿童，观众）
- 百万吨级武藏（马可琳、布鲁斯·李、伊伏的母亲、多部叶子、新田美希、来生玛丽、小春、仁志）

2022年
- 爱丽丝小说（兰斯洛特）

2023年
- 天空之塔（リシラ）
- 怪物彈珠（花・椒琳）

2024年
- 馬賽克英雄（滅尽の紅羽・クイナ[3]）
- De:Lithe Last Memories（剣崎ナナミ[4]）
- 絕區零 (青衣)
- 賽馬娘 Pretty Derby（學生會馬娘[5]、カフェ店員[5]、クラスメイト[6]）
- 世界计划 缤纷舞台！ feat.初音未来[7][8]

2025年
- 妖怪手錶 噗尼噗尼（月住民 滿月）
- 緋染天空 Heaven Burns Red（萌子）

### 戏剧CD
2021年
- Loving House Vol.2 一ノ瀬侑李（女顾客）

### 有声漫画
2020年
- 春のアイリス（女学生）

### 有声读物
2020年
- 螺旋桨歌剧 1-4 卷（戸隠ミュウ等[9] [10] [11] [12] ）

2021年
- 一等星之恋

2022年
- GJ部（吉尔[13] ）
- 北海道的现役猎人被丢到异世界（ナノテス等[13] ）
- 明明从最强职业《龙骑士》转职成了初级职业《送货人》、却为何依然备受勇者们的青睐呢（日语：最強職《竜騎士》から初級職《運び屋》になったのに、なぜか勇者達から頼られてます） 第2卷（塞西尔[10] ）

## 脚注
1. 1 2 3 4  . www.81produce.co.jp.   [2023-05-01]. （原始内容存档于2021-11-28）.
2. ↑  . Comic Natalie. 2024-06-12  [2024-06-12]. （原始内容存档于2024-06-12） （日语）.
3. ↑  Dot_Yuusha的2024年2月20日的推文、. Retrieved 2024-11-17.
4. ↑  . De:Lithe Last Memories.   [2024-06-06].
5. 1 2  abo_mari6的2024年12月27日的推文、. Retrieved 2025-01-24.
6. ↑  abo_mari6的2024年12月17日的推文、. Retrieved 2025-01-24.
7. ↑  abo_mari6的2025年2月15日的推文、. Retrieved 2025-03-03.
8. ↑  abo_mari6的2024年12月24日的推文、. Retrieved 2025-01-24.
9. ↑  . 小学館ガガガ文庫.   [2020-12-12]. （原始内容存档于2022-07-10） （日语）.
10. 1 2  . 小学館ガガガ文庫.   [2022-05-13]. （原始内容存档于2022-07-10） （日语）.
11. ↑  . 小学館ガガガ文庫.   [2022-05-13]. （原始内容存档于2021-02-27） （日语）.
12. ↑  . 小学館ガガガ文庫.   [2022-07-21]. （原始内容存档于2022-07-10） （日语）.
13. 1 2  . 小学館ガガガ文庫.   [2022-02-23]. （原始内容存档于2020-10-21） （日语）.